# سيف ذو حدين
سيف المبارزة أو المِغْوَل (بالإنجليزية: Rapier)‏ هو سيفٌ حاد نحيل يُستخدَم للطعن في الحروب، وكان يُستخدم بصورةٍ أساسية في أوروبا الحديثة المبكرة في القرنين السادس عشر والسابع عشر.

## الوصف

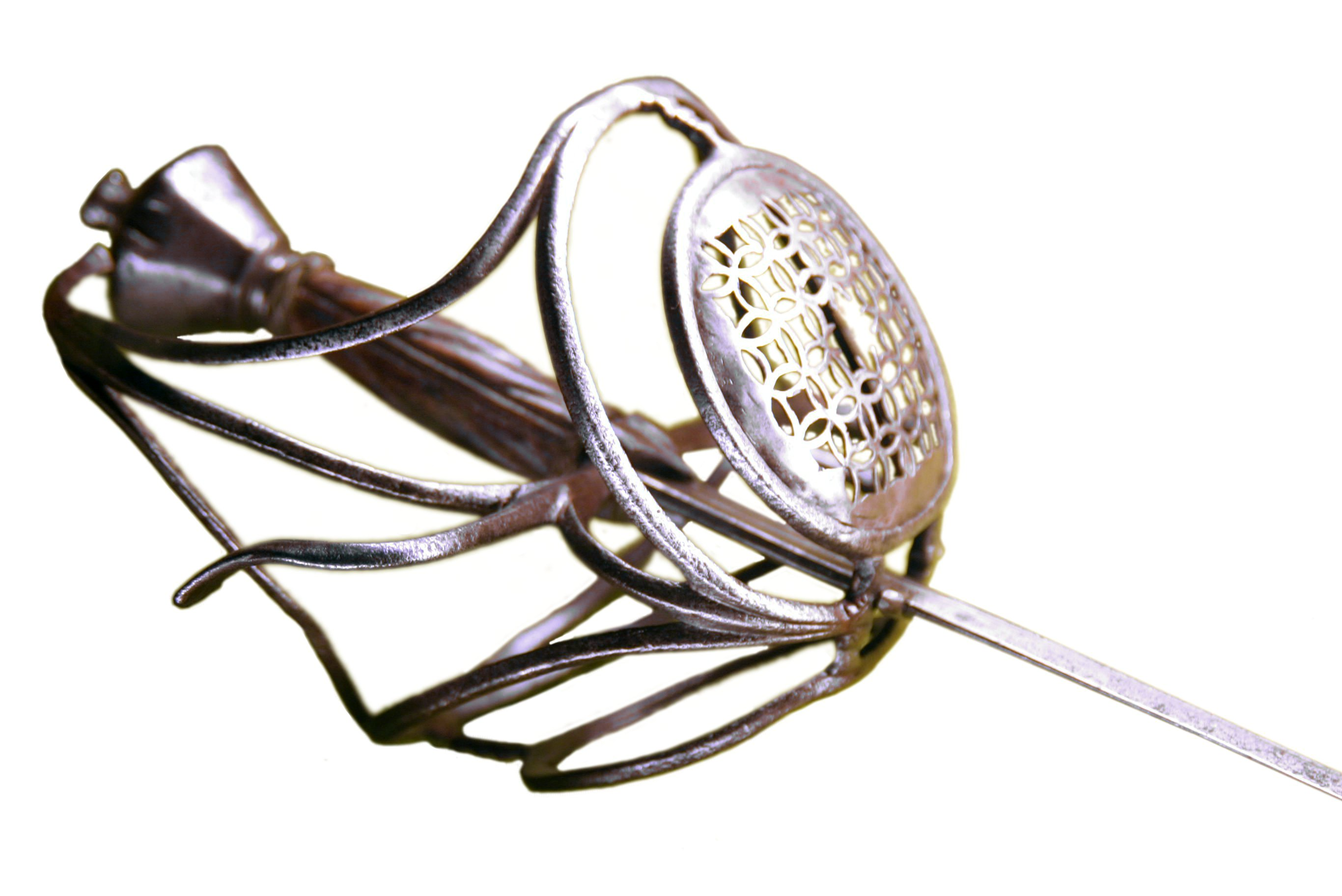

تشير كلمة «سيف المبارزة» غالبًا إلى السيف ذي النصل الطويل نسبيًا والذي يتميز بوجود قائم أو مقبض مُركب لحماية يد مُستخدِمه. وعلى الرغم من أن النصل يمكن أن يكون عريضًا بما يكفي للقطع (ولا ينطبق هذا الوصف على السيوف العريضة الثقيلة التي كانت تُستخدم في العصور الوسطى)، فإن الشفرة النحيلة الطويلة هي التي تُستخدم في الطعن. ويمكن أن يكون هذا النصل حادًا على كامل طوله، أو من النصف حتى الطرف (كما وصفه كابوفيرّو (Capoferro))، ويمكن ألا يحتوي على حافة قاطعة مطلقًا مثل «السيف استوك (estoc)» الذي استخدمه خبير السيوف بالافيتشيني (Pallavicini) والذي أيد بشدة استخدام الأسلحة حادة الطرفين عام 1670. ويزن المثال النموذجي للسيف ذي الحَدَّين 1 كيلوغرام (2.2 رطل) ويحتوي على نصل نحيل وطويل نسبيًا يبلغ عرضه 2.5 سنتيمتر (0.98 بوصة) أو أقل ويمكن أن يصل طوله إلى 1 متر (39 بوصة) أو أكثر ثم ينتهي السيف بذؤابة حادة للغاية.
تشير كلمة «سيف المبارزة» على وجه العموم إلى سيفٍ طاعن ذي نصلٍ أطول وأنحف من نصل ما يُسمى بــ السيف الجانبي (side-sword) ولكنه أثقل من السيف الصغير (small sword)، وهو سلاح أخف من سيف المبارزة تم اختراعه في القرن الثامن عشر وبعد ذلك، أما بالنسبة للنصل والمقبض فيعتمد الوصفُ الدقيق لهما على الكاتب وزمن الكتابة. حيث يمكن أن تشير إلى السيف الجانبي (spada da lato) (والذي يشبه كثيرًا سيف المبارزة الاسباني (espada ropera)) في أوج عصر استخدام سيف المبارزة في القرن السابع عشر والسيف الصغير وسيوف المبارزة أيضًا، لذلك يعد سياق الكلام مهمًا جدًا لفهم المعنى المقصود للكلمة. (اللفظ السيف الجانبي (side-sword) المُستخدم بين بعض مؤرخي الفنون الحربية التاريخية حاليًا، هو ترجمة من اللغة الإيطالية للفظ spada da lato وهو لفظ ارتبط بالسيف ألجانبي في إيطاليا بعد فترة طويلة من حادثة أمناء المتحف الإيطالي، ولا يشير إلى سيف المبارزة النحيل الطويل، ولكن يشير فقط إلى السيف الإيطالي الذي تم استخدامه في أوائل القرن السادس عشر الذي تميز بالنصل الأعرض والأقصر والذي سبق سيف المبارزة وعاصره أيضًا.)

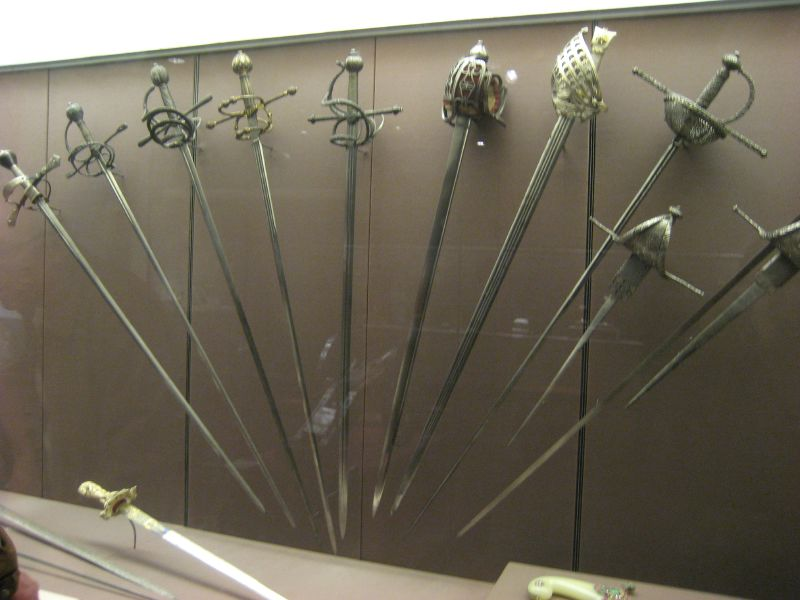

لابد من الإشارة إلى أن اللفظ "rapier" هو لفظٌ ألماني كان يُستخدَم لوصف السلاح الذي تم اعتباره سلاحًا أجنبيًا. ولم يستخدم القادة الفرنسيون أو القادة الإيطاليون أو الإسبان هذا اللفظ في وقت ذروة استخدام هذا السلاح، حيث كانت الألفاظ المستخدمة للإشارة إليه في ذلك الوقت هي spada أو espada أو épée (الذي يمكن نطقه espée أيضًا) (وهي كلمات من لغاتٍ مختلفة تشير عامةً للفظة «سيف»). ونتيجةً لهذا التعدد اللفظي بالإضافة إلى تنوع وكثرة أنواع سيوف القرنين السادس عشر والسابع عشر، قام البعض أمثال توم ليوني (Tom Leoni) بوصف «سيف المبارزة» حتى يميزه عن غيره من السيوف في هذا الوقت، حيث وصفه بأنه سيف ذو مقبضٍ فردي له حدان ونصل مستقيم، وبذلك يكون مناسبًا للدفاع والهجوم في آنٍ واحد ولا يحتاج المقاتل إلى سلاح آخر بجانبه. وقام البعض أيضًا بتصنيف تلك السيوف حسب وظيفتها واستخدامها، وذلك لتجنب الالتباس والخلط بين أنواع السيوف. فمثلاً قام جون كليمينتس (John Clements) بتصنيف السيوف التي تستخدم في الطعن وتتصف بضعف قدرتها على التقطيع تحت فئة سيوف «سيف المبارزة» وبينما صَنَفَ السيوف التي تتصف بقدرتها على الطعن والقطع معًا تحت فئة السيوف القاطعة والطاعنة. ومع ذلك يرى البعض أنّ سيف المبارزة عبر تاريخه لا يندرج في حقيقة الأمر تحت أي من هذه التعريفات. وقد تنوع شكل هذا السلاح تنوعًا كبيرًا عبر أوروبا بأكملها وفقًا للثقافة وأسلوب القتال الذي تميزت به كل دولة؛ حيث يختلف هذا الأسلوب من إيطاليا إلى إسبانيا ويعتمد التنوع أيضًا على إرشادات الدولة حول كيفية استخدام السلاح، لذلك اختلفت أطوال وعروض وتصميمات وقوائم السلاح في الوقت نفسه، كما اختلفت أيضًا في وجود أو عدم وجود حدود للسيف أو وجود حدٍ واحد أو أكثر للسيف. فيمكن أن يقاتل أحدهم باستخدام «سيفٍ مبارزة» له قائم منجرف وحدود بينما يحاربُ آخرُ في الوقت نفسه باستخدام «سيفٍ مبارزة» له قائم على شكل كأس ونصله ليس له حدود.

## أجزاء السيف

### قائم السيف أو مقبضه
تحتوي سيوف المبارزة عادةً على قوائمٍ منجرفة مُركبة مُصممه لحماية يد مُستخدمه. حيث يمتد عددٌ من الحلقات من شارب السيف حتى قرب نهاية المقبض. وتم تغطية هذه الحلقات فيما بعد بأطباق معدنية، وتطورت إلى الصورة النهائية لها وهي القائم الذي على شكل الكأس الموجود في كثير من سيوف المبارزة. وقد احتوت العديد من المقابض على حلقة برجمية تمتد إلى أسفل من القطعة المتعارضة التي تحمي المقبض، والتي كان يتم تغطيتها عادة بخشب إلى جانب حبل أو جلد أو سلك. وكانت هناك رمانة سميكة (غالبًا مزخرفة) تغطي المقبض إلى السلاح وكانت توفر التوازن للنصل الطويل.

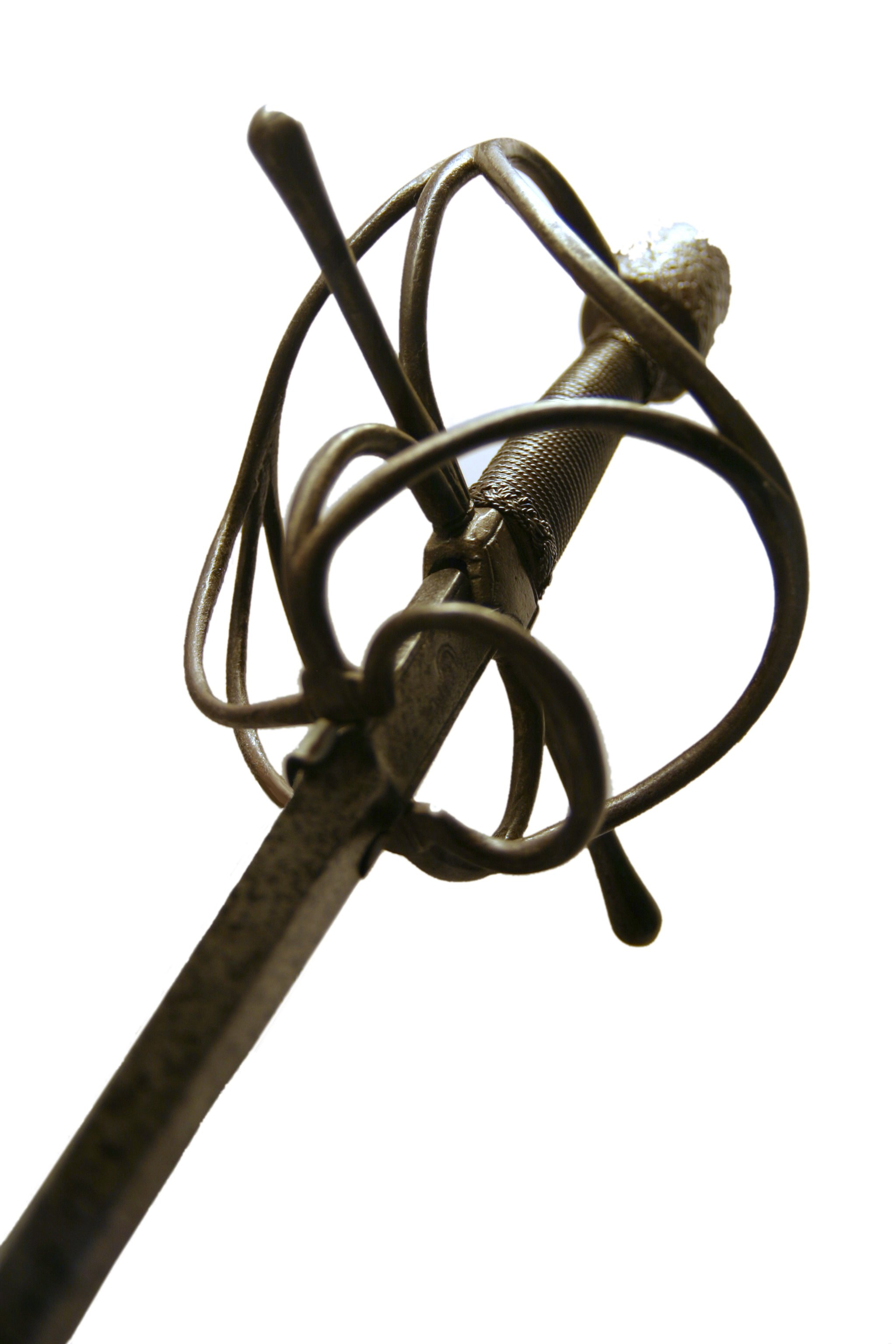
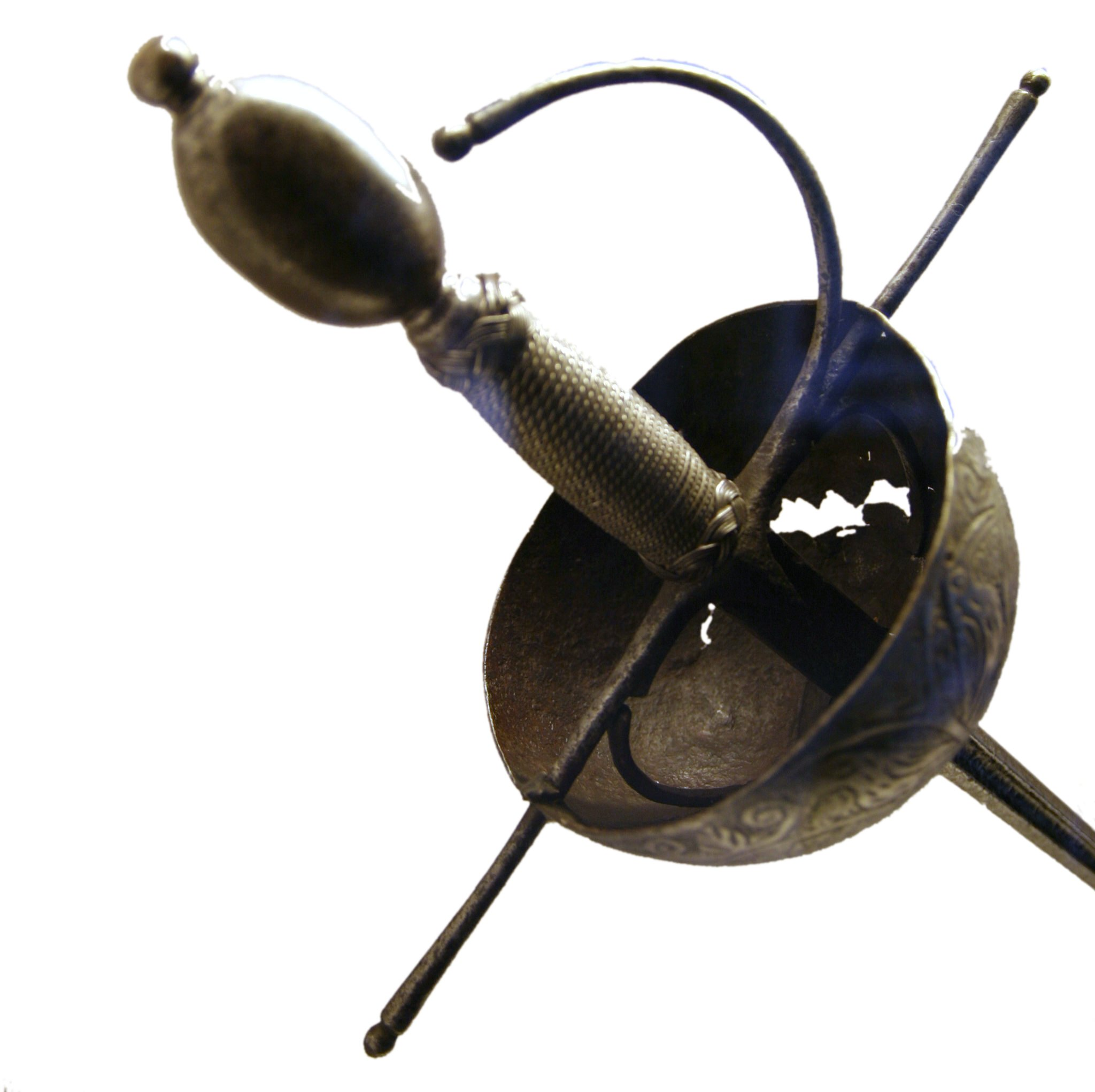
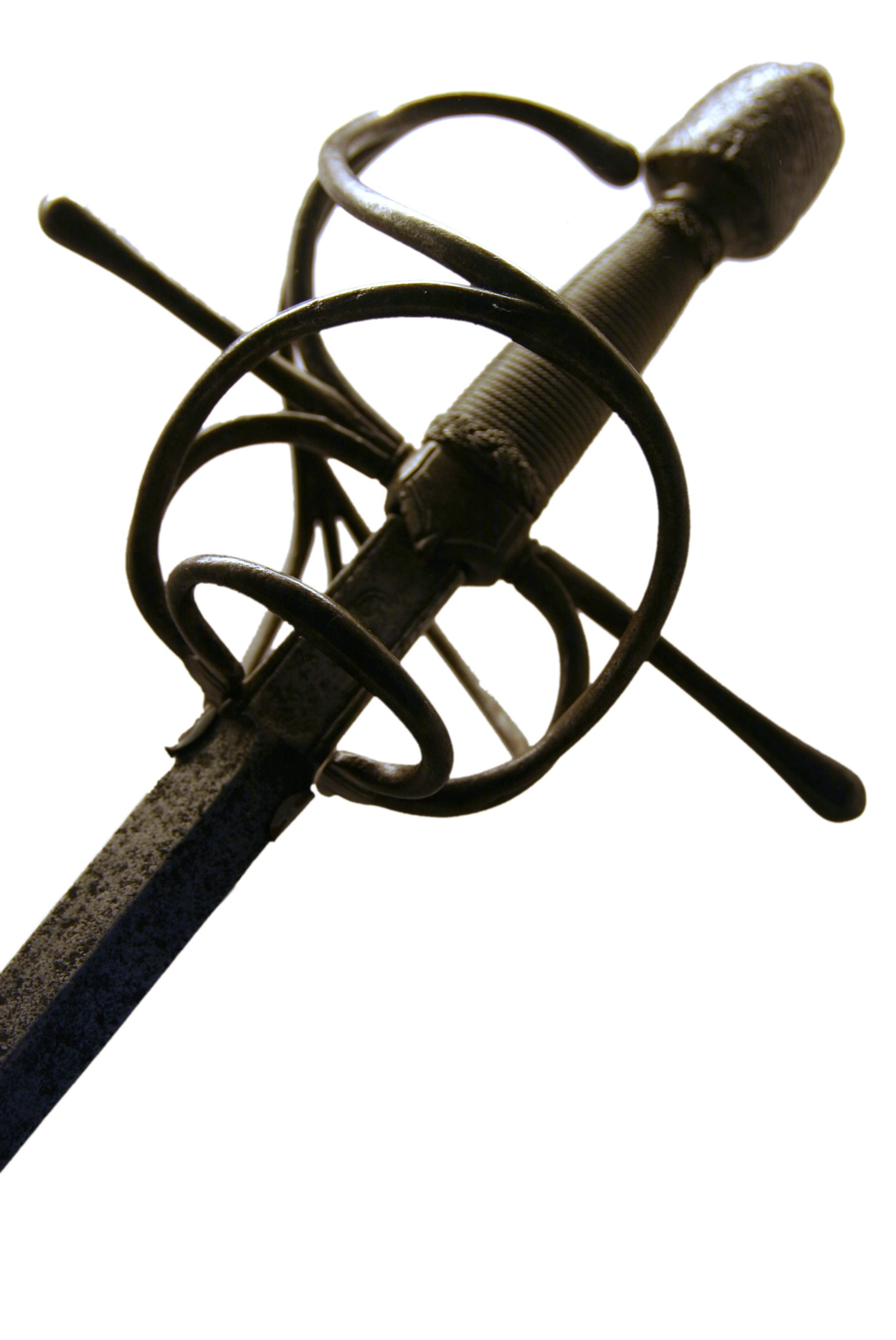
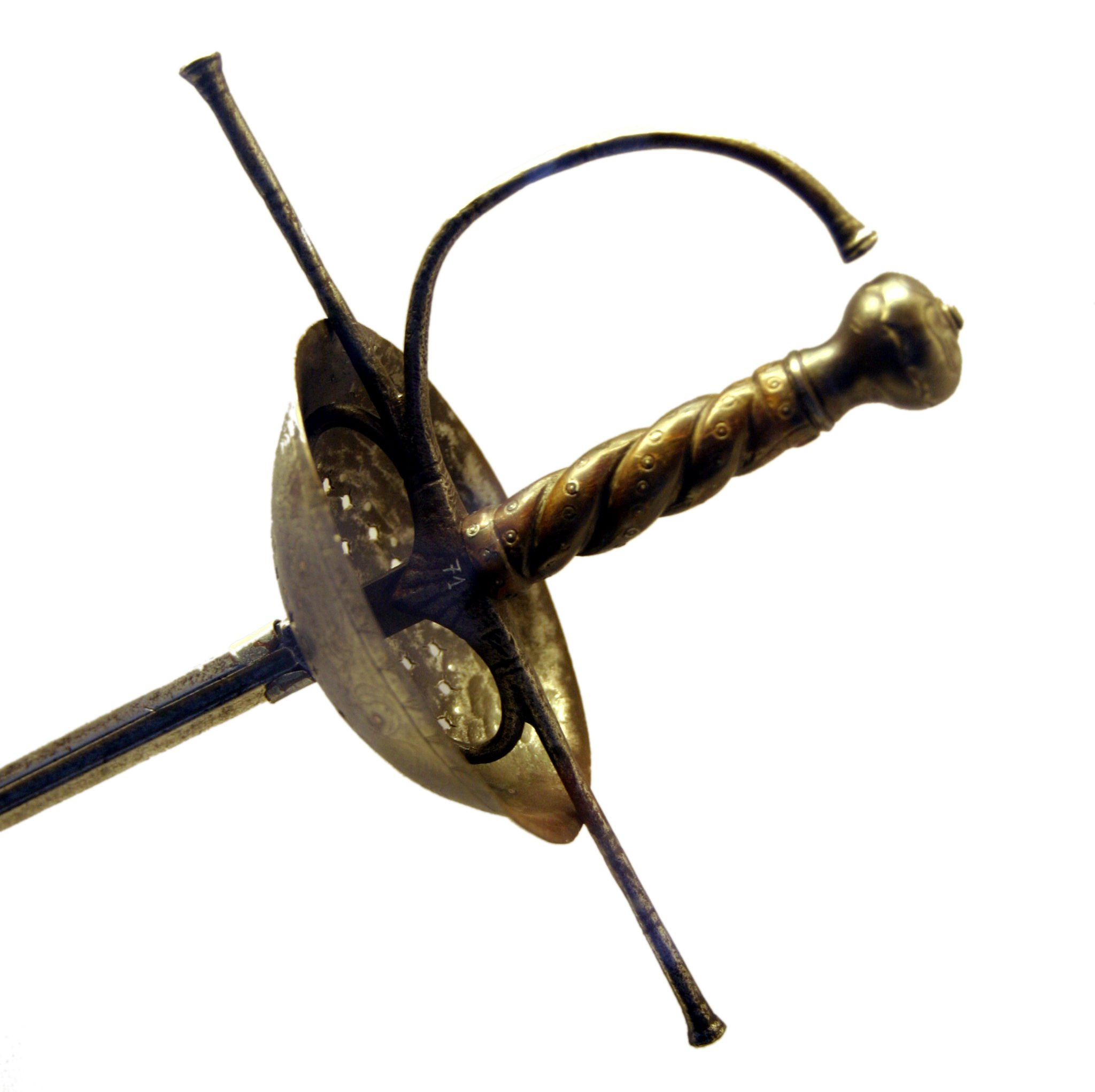

### النصل
قام كثيرٌ من خبراءِ استخدام سيف المبارزة بتقسيم النصل إلى جزأين ومنهم من قسمه إلى ثلاثة أو أربعة أو خمسة أجزاء وأحيانًا يُقسم إلى تسعة أجزاء. الجزء الأول، وهو موطن القوة (forte)، وهو الجزء الأقرب للقائم، وعندما يُقسِّم القائد النصل إلى جزأين متساويين، يكون هذا هو النصف الأول من النصل. الجزء الثاني الأضعف (debole)، هو الجزء الذي يشمل الذؤابة وهو الجزء الثاني من النصل عندما يُقسَّم السيفُ إلى جزأين متساويين. ومع ذلك يُقسِّم بعض القواد الخبراء الآخرين النصل إلى ثلاثة أقسام (وأحيانًا تتعدد الأقسام الثلاثة أيضًا) فيُضاف جزء آخر في الثلث الأوسط من النصل والواقع بين «نقطة القوة» و«نقطة الضعف» ويُسمى غالبًا باسم الوسط (medio) أو الثالث (terzo). في حين يقوم آخرون بتقسيمه إلى أربعة أجزاء (أمثال فابريس) وحتى إلى اثني عشر قسمًا (أمثال تيبو).
ويُسمى الجزء غير الحاد من النصل الذي يلي شارب السيف باسم Ricasso ويقوم القائم المركب بحمايته.

### الطول الكُليّ
هناك اختلافات حول الطول الذي ينبغي أن يكون «سيف المبارزة» عليه، وهناك اقتراح شائع وهو أن يتم اختيار مستوى للقياس مثل الشاربين مع مركز السيف عندما يتوقف السيف بشكلٍ رأسي وتلامس ذؤابته الأرض.

## معلومات تاريخية
بدأت سيوف المبارزة في التطور عام 1500 واشتهرت بالاسم الإسباني سيف ذو حدين «سيف الملبس».[بحاجة لمصدر] وكان هذا السيف الإسباني سلاحًا مدنيًا يُستخدَم في القطع والطعن بغرض الدفاع عن النفس والمبارزة، حيث كانت الأسلحة المستخدمة في المنزل في هذا الوقت تستخدم في ساحة القتال أيضًا. وفي القرن السادس عشر، كانت مجموعة من الأسلحة المدنية الفردية الجديدة في طور التصنيع، واشتملت هذه المجموعة على سيف المبارزة الألماني وهو سلاح يستخدم للقطع والطعن في المبارزة الرياضية كما وصفه يواخيم ماير (Joachim Meyer) في كتابه عن المبارزة عام 1570، وفي عام 1570 أيضًا أقام المبارز الإيطالي السنيور روكو بونيتي (Rocco Bonetti) لأول مرة في إنجلترا مؤيدًا استخدام سيف المبارزة للطعن في المبارزات بدلاً من استخدامه للقطع والإصابة عند الاشتباك. ويشير اللفظ الإنجليزي "rapier" عامةً إلى السلاح البدائي المستخدم في الطعن الذي تم تطويره عام 1600 نتيجة لتطبيق النظريات الهندسية لخبراء في السيوف مثل كاميلو أجريبا وريدولفو كابوفيرّو وفينشينتيو سافيولو.
وأصبح سيف المبارزة فيما بعد موضة منتشرة في شتى أنحاء أوروبا بين الطبقات الغنية، غير أن هذا لم يمنع من وجود عددٍ من المعارضين لاستخدامه. ولكن لم يستحسن البعض مثل جورج سيلفر (George Silver) الإمكانيات التقنية لهذا السيف واستخدامه في المبارزة.
ولا يتضح الأصل اللغوي للفظ rapier (سيف المبارزة). ويذكر العالم اللغوي شارل دو فريزن، سيد دو كانج اللفظ Rapperia في معجم الكلمات اللاتينية في العصور الوسطى والمتأخرة (Glossarium mediae et infimae Latinitatis) بداخل نص لاتيني يرجع تاريخه إلى عام 1511، ويذكر أن الأصل اللغوي للكلمة مشتق من الكلمة اليونانية ραπίζειν التي تعني «ضَرَبَ». وقد اقترح عالم فقه اللغة والتر ويليام سكيت (Walter William Skeat) أن اللفظ "rapiér" مشتقٌ من اللفظ raspiére الذي يعني محراك الجمر، ويمكن أن يكون هذا اللفظ هو لفظًا تهكميًا أطلقه المبارزون الذين استخدموا أسلحة القطع والطعن على هذا السلاح الجديد.
ويعتبر الجذر اللغوي الأقرب للفظ "rapier" هو اللفظ الإسباني ropera الذي يأتي من كلمة ropa وهي تعني (الثوب الأنيق)، ويأتي منها أيضًا اسم السيف "dress sword" أي «سيف الملبس».

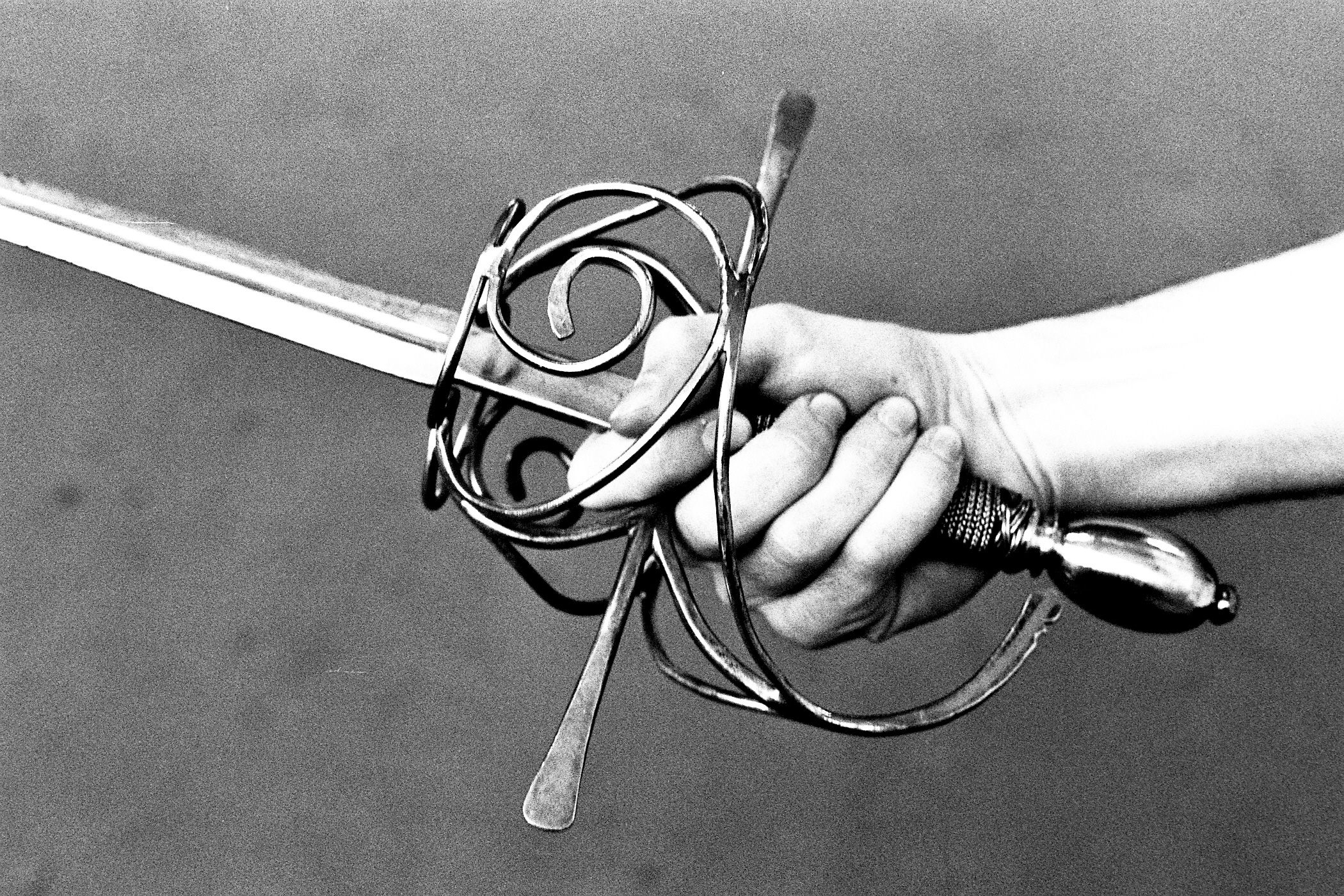
قائم منجرف, طراز إيطالي
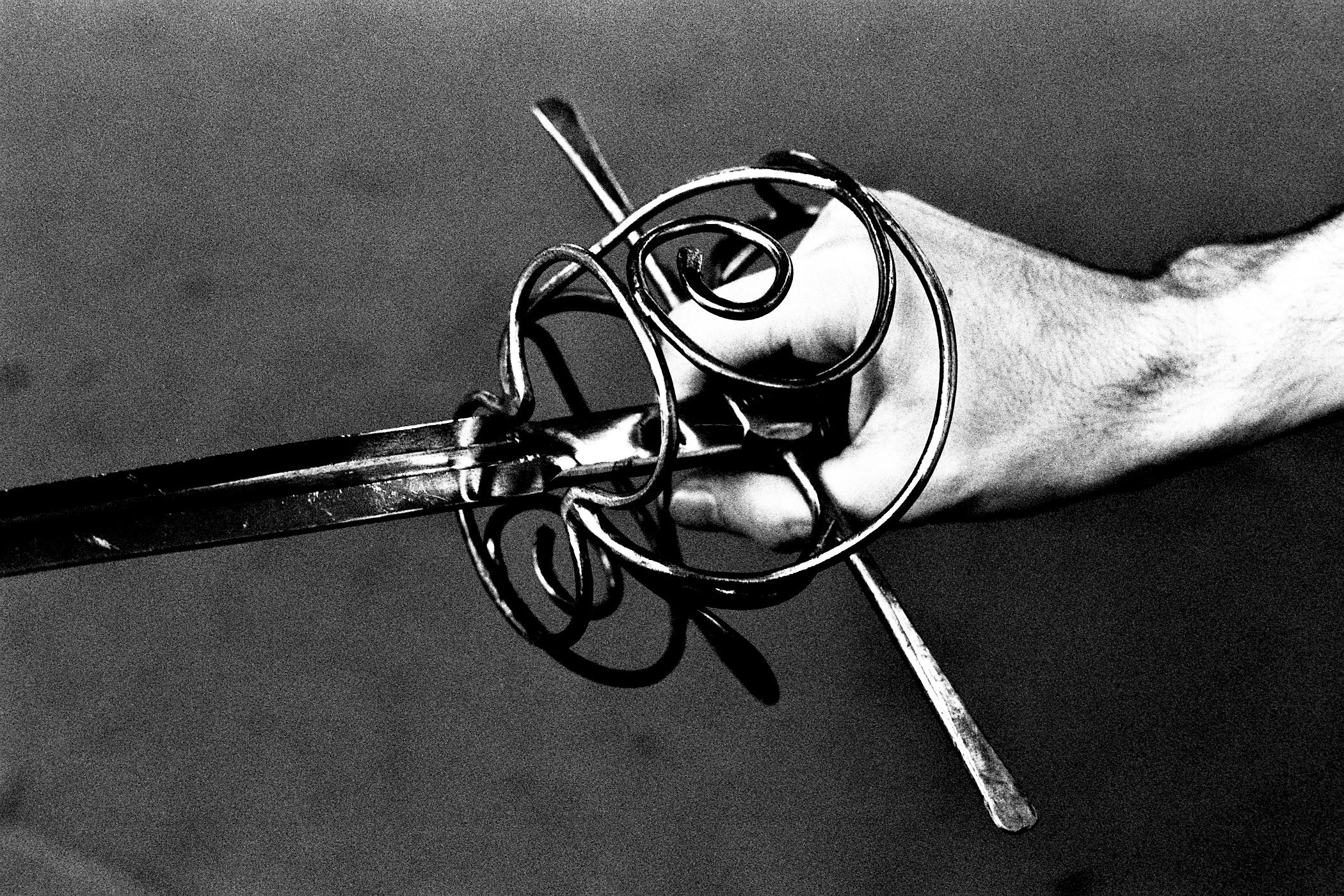
قائم منجرف, طراز إيطالي
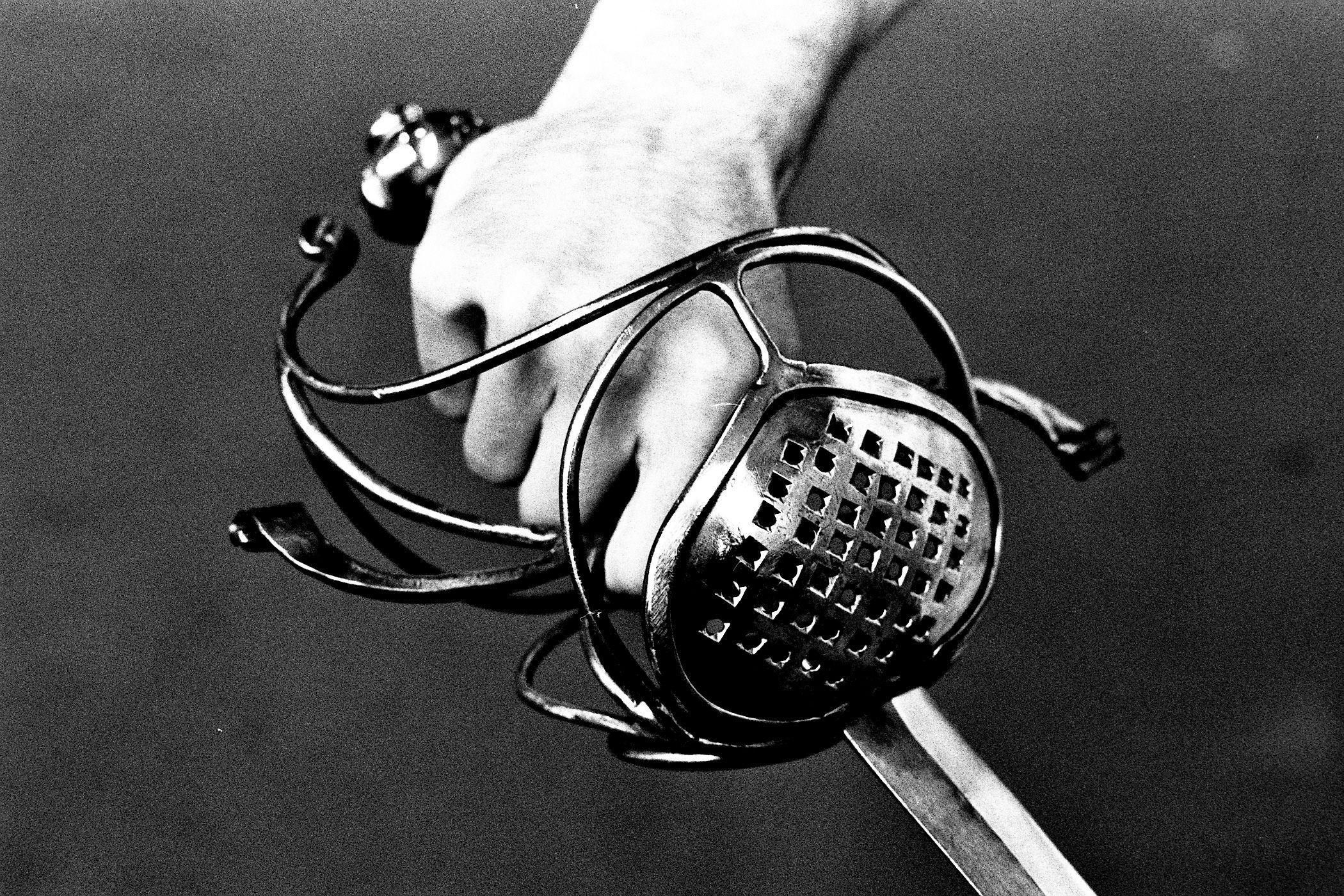
بَابِنْهايمِر (Pappenheimer)، طراز ألماني مطور
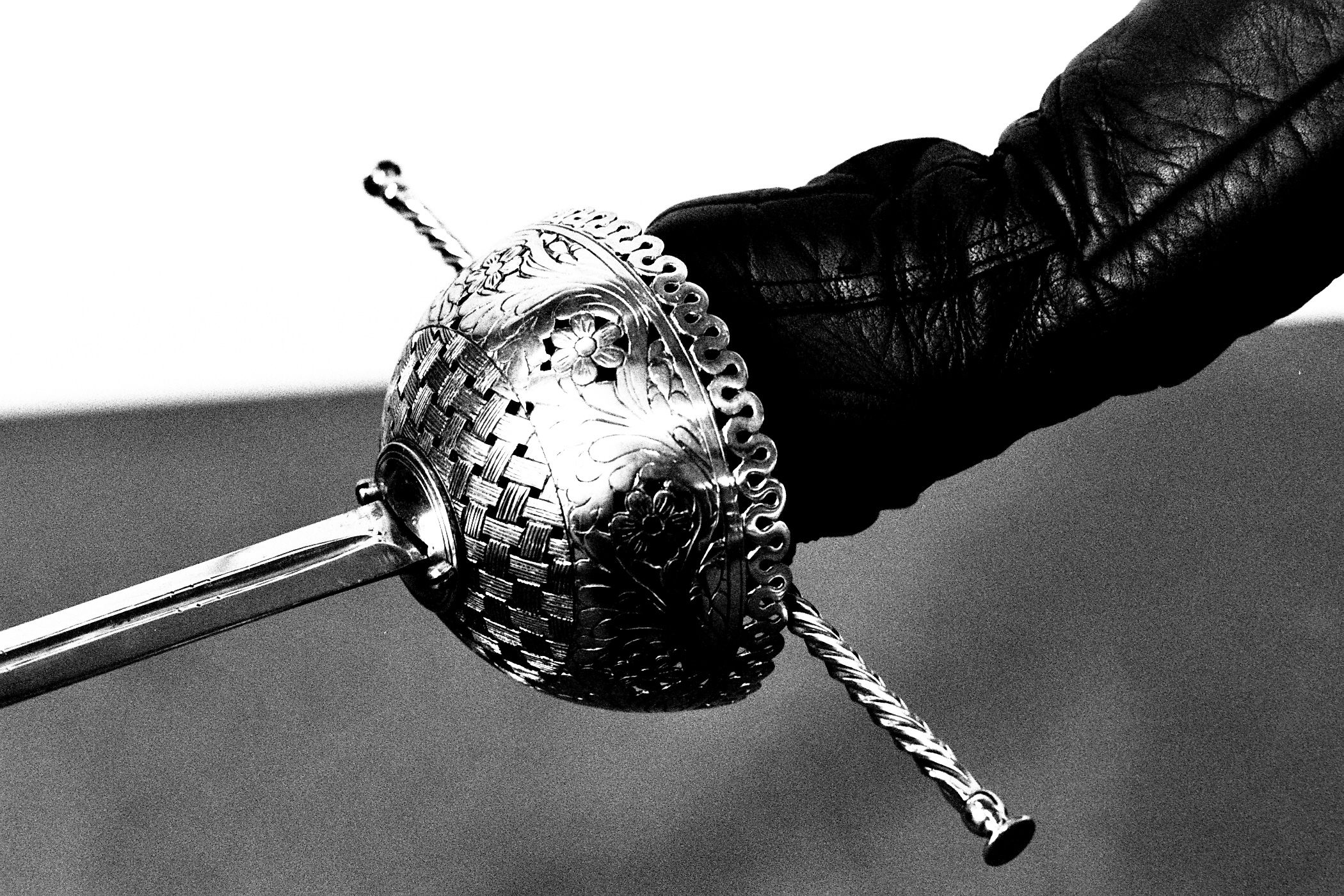
قائم على شكل كأس، طراز إسباني أحدث

وفي القرنين السادس عشر والسابع عشر ميلاديًا انتشر استخدام سيف المبارزة في القتالات المدنية وذلك لقدرته على التحرك سريعًا وفي جميع الاتجاهات. وقد تَطَوَّرَ سيف المبارزة باستمرار ليناسب متطلبات القتال والأذواق المدنية وحاجات أرضِ المعركة مثله مثل السيوف الحربية المستخدمة في البتر والطعن، حتى أصبح في نهاية الأمر أخف وزنًا وأقل طولاً حتى لا يسبب التعب عند حمله. ومن هذا المنطلق بدأ سيف المبارزة في تمهيد الطريق لظهور السيف الصغير.
وبحلول عام 1715، بدأ السيف الصغير يَحِلُّ مكان سيف المبارزة في أنحاءٍ شتى من القارة الأوروبية، ومع ذلك استمر البعض في استخدامه كما جاء في أبحاثِ كلٍ من دونالد ماكبين (1728) (Donald McBane) وبي جى إف جيرارد (P. J. F. Girard) (1736) ودومينيكو أنجلو (Domenico Angelo) (1787). وإلى يومنا هذا يستخدم ضباطُ الحرس السويسري لبابا الفاتيكان سيف المبارزة.

## مدارسٌ تاريخيَّة في المبارزةِ بسيف المبارزة

### أعلام المدرسة الإيطالية
- أنطونيو مانشيلينو (Antonio Manciolino)، وكتاب الدليل الحديث في تعلم مهارات القتال والدفاع باستخدام جميع أنواع الأسلحة الحادة (Opera Nova per Imparare a Combattere, & Schermire d'ogni sorte Armi) – عام 1531
- أخيل ماروتزو (Achille Marozzo)، وكتاب الدليل الجديد في فن المبارزة أو الازدهار الحقيقي للأسلحة المستخدمة في القتال الفردي للدفاع والهجوم (Opera Nova Chiamata Duello, O Vero Fiore dell'Armi de Singulari Abattimenti Offensivi, & Diffensivi) – عام 1536
- «فن استعمال السيف» (L'Arte della Spada) لــ كاتب بولوني مجهول الهوية، وهو دليل في فن المبارزة (مخطوطات M-345/M-346) – (أوائل أو منتصف القرن السادس عشر[7][8] يرجع تاريخه إلى حوالي عام 1500)[9][10]
- جيوفاني دال أجوتي (Giovanni dall'Agocchie)، وكتاب «عن فن المبارزة» (Dell'Arte di Scrimia) – عام 1572
- أنجيلو فيردجاني (Angelo Viggiani) من مونتوني، و«مقال في الفنون القتالية» (Trattato dello Schermo) – عام 1575
- كاميلو أجريبا (Camillo Agrippa)، و«مقال في علم الأسلحة والفكر الفلسفي» (Trattato di Scientia d'Arme con un Dialogo di Filosofia) – عام 1553
- جياكومو دي جراتسي (Giacomo di Grassi)، وكتاب «تفسير المبارزة الآمنة بالأسلحة الدفاعية والهجومية» (Ragion di Adoprar Sicuramente l'Arme si da Offesa, come da Difesa) – عام 1570
- فينشينتيو سافيولو (Vincentio Saviolo)، وكتاب «استخدام السيف» (His Practise)عام 1595
- ماركو دوتشيلينو (Marco Docciolini)، وكتاب «مقال في المبارزة» (Trattato in Materia di Scherma) – عام 1601
- سلفاتور فابريس (Salvator Fabris)، وكتاب «عن الفنون القتالية أو علوم الأسلحة» (De lo Schermo ovvero Scienza d'Armi) – عام 1606
- نيكوليتو جيجانتي (Nicoletto Giganti)، وكتاب المبارزة بعنوان «المدرسة أو المسرح» (Scola overo Teatro) – عام 1606
- ريدولفو كابوفيرّو (Ridolfo Capoferro)، وكتاب «التفسير العظيم في فن واستعمال السيوف» (Gran Simulacro dell'Arte e dell'Uso della Scherma) – عام 1610
- فرانشيسكو ألفييري (Francesco Alfieri)، وكتاب «فن المبارزة عند فرانشيسكو ألفييري» (La Scherma di Francesco Alfieri) – عام 1640
- جوزيف موريسكاتو بالافتشيني (Giuseppe Morsicato Pallavicini)، وكتاب «تفسير المبارزة بالسيف» (La Scherma Illustrata) – عام 1670
- فرانشيسكو أنطونيو مارسيللي (Francesco Antonio Marcelli)، وكتاب «قواعد المبارزة» (Regole della Scherma) – عام 1686
- بوندي دي مازو (Bondi' di Mazo)، وكتاب «مُعَلِّمُ السيوف» (La Spada Maestra) – عام 1696

### أعلام المدرسة الإسبانية
- خيرونيمو سانشيز دي كارانثا (Jerónimo Sánchez de Carranza)، وكتاب «عن فلسفة استخدام الأسلحة» (De la Philosofia de las Armas)عام 1569.
- لويس باتشيكو دي نارفيز (Luis Pacheco de Narváez)، و«كتاب في عَظَمَةِ السيوف» (Libro de las Grandezas de la Espada) عام 1599.

### أعلام المدرسة الهولندية
- جيرارد تيبو (Girard Thibault)، وكتاب «مدرسة تعليم المبارزة وشرح القواعد الرياضية عن الدائرة الأساسية الخفية» (Academie de l'Espee, ou se demonstrant par Reigles mathematiques, sur le fondement Cercle Mysterieux) عام 1630

خبير المبارزة الهولندي *يوحناس خيورخيوس بروخيوس (Johannes Georgius Bruchius) عام 1671

### أعلام المدرسة الفرنسية
- هنري دي سان ديدييه (Henry de Saint-Didier) عام (1573)
- تشارل بيسنارد (Charles Bisnard) عام (1653)

### أعلام المدرسة الإنجليزية
- جوزيف سويتنام (Joseph Swetnam)، ودليله في المبارزة بعنوان «مدرسة علوم الدفاع النبيلة والجديرة» (The Schoole of the Noble and Worthy Science of Defence) عام (1617)

كتاب *جيش بالاس (The Pallas Armata) عام (1639) (بالاس في الأساطير الإغريقية هي إلهة الحرب)

### أعلام المدرسة الألمانية
المقالات الرئيسية: المدرسة الألمانية في المبارزة
- بولوس هيكتور ماير (Paulus Hector Mair)، وكتاب «الموسوعة الكبرى في ألعاب القوى» (Opus Amplissimum de Arte Athletica) عام (1542)
- يواخيم ماير (Joachim Meyer)، وكتاب «الوصف الكامل للفن الراقي للمبارزة الحرة» (Thorough Descriptions of the free Knightly and Noble Art of Fencing) عام (1570)
- جيكوب سوتور (Jacob Sutor)، و«الكتاب الموضح في فن المبارزة» (Künstliches Fechtbuch) عام (1612)

### الأساليب الكلاسيكية لفن المبارزة بالسيف
من المُعتقَد أن مدارس المبارزة الكلاسيكية كانت تستخدم أشكالاً من السيف ذي الحَدَّين في أساليبها. وفي عام 1885 كتب عالِم المبارزة إجيرتون كاسل (Egerton Castle) عن ذلك قائلاً: «يعتقدُ البعض أنّ مدرسة المبارزة الإيطالية القديمة قد تكون هي الأصل الذي تفرع عنه أسلوب المدرسة الفرنسية في المبارزة، وأنّ المدرسة الإيطالية الحديثة بلا شك قد تفرعت هي الأخرى بشكلٍ مباشر من المصدر نفسه». ويمضي قائلاً: «إن الإيطاليين أبقوا على شكل السيف ذي الحَدَّين بدءًا من الكأس والحلقات المنحنية إلى شارب السيف (وهو القضيب المعدني الذي يفصل بين النصل والمقبض) إلا أنهم استخدموا نصلاً رباعي الأضلاع رفيعًا للغاية».

## سيف المبارزة في الثقافة العامة والبرامج الترفيهية
- على الرغم من انتشار سيف المبارزة في القرنين السادس عشر–والسابع عشر، إلا أنه في العديد من الأفلام التي تدور أحداثها في هذه الحقب التاريخية (خاصة تلك التي قام ببطولتها الممثل إيرول فلين)، تم تصوير المبارزين وهم يستخدمون سيوف الشيش، واقتصر تصوير معارك سيف المبارزة في الأفلام على ضرباتٍ سريعة كالبرق وأخرى دفاعية. وقد حاول كلٌ من المخرج ريتشارد ليستر ومصمم المعارك ويليام هوبس أن يحاكوا الأساليب الفنية التقليدية لاستخدام سيف المبارزة في فيلمي الفرسان الثلاثة (The Three Musketeers) والفرسان الأربعة (The Four Musketeers).[12] ومنذ ذلك الحين استخدمت العديد من الأفلام هذه السيوف بدلاً من الأسلحة الأحدث عهدًا ومنها فيلما الأميرة العروس (The Princess Bride) والملكة مارغو (La Reine Margot)، إلا أن تصميم المعارك في العديد من هذه الأفلام لم يصور التقنيات التاريخية للمبارزة بشكلٍ دقيق. كما ظهرت سيوف المبارزة في العديد من ألعاب الفيديو خاصةً ألعاب تقمص الأدوار التي تدور أحداثها في العصور الوسطى وعصر النهضة.
- صوَّرَ المسلسل التلفزيوني ملكة السيوف (Queen of Swords) استخدام سيف المبارزة في الدائرة الخفية، هذا بالإضافة إلى تطبيقه لأساليب المبارزة الإسبانية التي يفضلها مدرب السيوف الأول للعرض أنتوني دي لونجس والذي دَرَسَ فن المبارزة الإسبانية وأراد أن يعطي بطلة العمل أسلوبًا مميزًا وفريدًا من نوعه.[13] وقد استخدم دي لونجس هذه التقنيات سابقًا في حلقة "دويندي (Duende) من المسلسل التلفزيوني هايلاندر (Highlander).
- في مسلسل الأطفال مفاتيح المملكة (Keys to the Kingdom)، تعلمت شخصية البطل آرثر كيفية المحاربة باستخدام سيف المبارزة.
- في لعبة الـكوي (Koei) محاربو الأسرة المالكة 7 (Dynasty Warriors 7)، يستطيع اللاعب أن يستخدم سيف المبارزة كسلاح. حيث تستخدمه شخصيات اللعبة مثل سيما شي، وليو شان، ويوان شاو كسلاح رئيسي.
- سيف المبارزة هو السلاح المفضل لــريتشي رايان وهو شخصية محورية خالدة في مسلسل: هايلاندر.

كذلك تُعد *إيرينا سبالكو وهي شخصية من فيلم المغامرات إنديانا جونز ومملكة الجمجمة الكريستالية، خبيرةً في فن المبارزة بالسيف وتستخدم سيف المبارزة كسلاحها الرئيسي. حيث كانت تستخدمه في مبارزة مات ويليامز خلال مشهد المطاردة في غابات الأمازون.
- يُفضِّل البطل الإسباني والمبارز المحترف زورو استخدام سيف المبارزة.[14]
- في سلسلة ألعاب سول كاليبر التابعة لشركة نامكو، يحترف رافاييل سوريل المبارزة بسيف المبارزة، وهو شخصية ظهرت في سول كاليبر الجزء الثاني.
- في سلسلة ألعاب الفيديو بريث أوف فاير التابعة لشركة كابكوم، تستخدم الشخصية نينا أنواعًا مختلفة من سيوف المبارزة كسلاحها الرئيسي.
- في رواية هاري بوتر ومقدسات الموت وهي الجزء الأخير من سلسلة روايات هاري بوتر، كان سيف المبارزة هو الاسم الحركي لشخصية فريد ويزلي في البرنامج الإذاعي السري «بوتر واتش». ومن المثير للاهتمام أن العصا السحرية الخاصة به كانت تشبه سيف المبارزة في هيئتها الرفيعة ومقبضها الدقيق.
- في فيلم الرجل الذئب (عام 2010)، تمت إعادة تصميم العكاز ذي رأس الذئب الفضي الخاص بلورانس تالبوت بحيث يحتوي على سيف مبارزة قصير مُخبَّأ بداخله. حيث يظهر لورانس في أحد المشاهد المحذوفة من الفيلم وهو يتسلم هذا العكاز من رجلٍ مُسِن، وقد حاول استخدامه فيما بعد ضد السير جون في المعركة الأخيرة.
- في لعبة الإنترنت ليج أوف ليجيندز، تتخذ البطلة فيورا من سيف المبارزة سلاحًا لها.
- في سلسلة ألعاب الفيديو فاير إمبلم، يُعد سيف المبارزة سلاحا يستخدمه الكثير من الأمراء في اللعبة (أمثال مارث، وإيليوود، وإريكا).

## وصلات خارجية
- "An Introduction to the Rapier Techniques of Salvator Fabris" by Phil Marshall
- "Call to Arms: The Italian Rapier" by Bill Grandy
- "Questions and Answers About the Rapier" by John Clements
- "Replication of Rapier Fencing Today" by John Clements
- "The Rapier of Gustav Vasa, King of Sweden" by Björn Hellqvist
- YouTube – Rapier vs longsword A Sparring bout between Nick Thomas and Michael Thomas of the Academy of Historical Fencing
- "The Sword becoming the Rapier. Part 2." Description and photos.